# Henk Bos
Henk Bos (Stadskanaal, 12 november 1992) is een Nederlands voetballer die doorgaans als middenvelder speelt. Hij speelde bij FC Emmen en FC Groningen.

## Carrière
Bos begon met voetballen bij VV Musselkanaal en kwam in de D-jeugd bij FC Groningen. Hij debuteerde op 15 oktober 2011 in het eerste van Groningen, in een uitwedstrijd Heracles Almelo. Hij viel die dag in voor Leandro Bacuna. De club verhuurde Bos in februari 2015 samen met Arjen Hagenauw voor een half jaar aan FC Emmen. In het seizoen 2015/16 speelde hij in het beloftenteam van FC Groningen. Bos tekende in juni 2016 bij FC Emmen, dat hem transfervrij overnam van Groningen. Met Emmen promoveerde Bos naar de eredivisie, daar speelde hij in twee seizoenen 12 wedstrijden, waarna zijn contract niet werd verlengd.

## Clubstatistieken
| Seizoen         | Club            | Competitie      | Competitie | Competitie | Beker | Beker | Internationaal | Internationaal | Overig | Overig | Totaal | Totaal |
| Seizoen         | Club            | Competitie      | Wed.       | Dlp.       | Wed.  | Dlp.  | Wed.           | Dlp.           | Wed.   | Dlp.   | Wed.   | Dlp.   |
| --------------- | --------------- | --------------- | ---------- | ---------- | ----- | ----- | -------------- | -------------- | ------ | ------ | ------ | ------ |
| 2011/12         | FC Groningen    | Eredivisie      | 4          | 0          | 0     | 0     | –              | –              | 0      | 0      | 4      | 0      |
| 2012/13         | FC Groningen    | Eredivisie      | 11         | 0          | 1     | 0     | –              | –              | 0      | 0      | 12     | 0      |
| 2013/14         | FC Groningen    | Eredivisie      | 0          | 0          | 0     | 0     | –              | –              | 0      | 0      | 0      | 0      |
| 2014/15         | FC Groningen    | Eredivisie      | 2          | 0          | 0     | 0     | –              | –              | 0      | 0      | 2      | 0      |
| 2014/15         | → FC Emmen      | Eerste divisie  | 2          | 0          | 0     | 0     | –              | –              | 0      | 0      | 2      | 0      |
| 2015/16         | FC Groningen    | Eredivisie      | 0          | 0          | 0     | 0     | –              | –              | 0      | 0      | 0      | 0      |
| 2016/17         | FC Emmen        | Eerste divisie  | 31         | 2          | 2     | 0     | –              | –              | 3      | 0      | 36     | 2      |
| 2017/18         | FC Emmen        | Eerste divisie  | 4          | 0          | 0     | 0     | –              | –              | 0      | 0      | 4      | 0      |
| 2018/19         | FC Emmen        | Eredivisie      | 8          | 0          | 1     | 0     | –              | –              | 0      | 0      | 9      | 0      |
| 2019/20         | FC Emmen        | Eredivisie      | 4          | 0          | 0     | 0     | –              | –              | 0      | 0      | 4      | 0      |
| Carrière totaal | Carrière totaal | Carrière totaal | 66         | 2          | 4     | 0     | 0              | 0              | 3      | 0      | 73     | 2      |